# Yayladağı
Yayladağı là một huyện thuộc tỉnh Hatay, Thổ Nhĩ Kỳ. Huyện có diện tích 341 km² và dân số thời điểm năm 2007 là 22989 người, mật độ 67 người/km².